# Zosime paramajor
Zosime paramajor är en kräftdjursart som beskrevs av Nicolaus Gustavus Bodin 1968. Zosime paramajor ingår i släktet Zosime och familjen Tisbidae. Inga underarter finns listade i Catalogue of Life.